# Aníbal Morillo
Aníbal Morillo y Pérez del Villar (Madrid, 1865-Lausana, 1929) fue un diplomático español, embajador de España en el Imperio ruso entre 1914 y 1916. Ostentó los títulos nobiliarios de conde de Cartagena y marqués de la Puerta.

## Biografía
Nació el 21 de marzo de 1865 en Madrid y era nieto del militar Pablo Morillo y Morillo. Conde de Cartagena, ocupó el cargo de embajador de España en el Imperio ruso en el periodo comprendido entre marzo de 1914 y abril de 1916, que incluyó el inicio de la Primera Guerra Mundial. Fue autor de unas memorias tituladas Recuerdos de mi embajada en Rusia (1927). Falleció el 24 o el 25 de septiembre de 1929 en la ciudad suiza de Lausana, si bien sus restos mortales presumiblemente se habrían trasladado a un panteón del cementerio madrileño de San Isidro.